# Gothic II: Ночь Ворона
Gothic II — Die Nacht des Raben (рус. Готика II: Ночь Ворона) — официальное дополнение к игре Gothic II, вышедшее 22 августа 2003 года, привнёсшее графические изменения, новые задания, большую свободу действия для игрока.

## Описание
Вместе с дополнением появились три новые неосновные фракции: маги Круга Воды, пираты и бандиты.
Также Главный Герой может выучить древний язык и раскроет для себя смысл старинных манускриптов, которые помогут ему стать ещё могущественнее.
Площадь игрового мира возросла примерно на 30 % за счёт обширной новой области — Яркендара (англ. Jarkendar). На севере Яркендара расположен каньон, исследуемый орками и заселенный опасными тварями. К западу от каньона раскинулся берег моря, где поселились пираты, нашедшие прибежище в этом отдалённом уголке королевства. На востоке раскинулись тёмные пещеры и таинственные болота. Здесь, среди топей, кишащих болотными монстрами, устроили своё логово бандиты. А на юге Яркендара покоятся руины древней цивилизации — кладезь древней мудрости и артефактов.

## Особенности игры
- Новая сюжетная ветвь, помогающая более тесно ознакомиться с многогранной ролевой вселенной.
- Территория острова увеличилась на треть: были добавлены болота, каньон, мрачные пещеры и морское побережье.
- Три дополнительные гильдии: бандиты, пираты и Круг Воды.
- Улучшенная графика.
- Переработанная система навыков и новые умения для Главного Героя.
- Новые образцы оружия, брони и заклинаний.
- Множество невиданных монстров, ставших хитрее и значительно сильнее.
- Усложненная боевая система.